# Sphyrospermum linearifolium
Sphyrospermum linearifolium är en ljungväxtart som beskrevs av Al.Rodr. och J.F.Morales. Sphyrospermum linearifolium ingår i släktet Sphyrospermum och familjen ljungväxter. Inga underarter finns listade i Catalogue of Life.